# 过零率
过零率（zero-crossing rate，ZCR）是指一个信号的符号变化的比率，例如信号从正数变成负数，或反过来。这个特征已在语音识别和音乐信息检索领域得到广泛使用，是分類敲擊聲的關鍵特徵。
ZCR形式上定义为
{\displaystyle zcr={\frac {1}{T-1}}\sum _{t=1}^{T-1}{{\mathbb {I} }\left\{{s_{t}s_{t-1}<0}\right\}}}
其中{\displaystyle s}是一个具有长度{\displaystyle T}的信号，函数 {\displaystyle {{\mathbb {I} }\left\{{A}\right\}}} 在参数{\displaystyle A}为真时为1，否则为0。
在一些应用场景下，只统计“正向”或“负向”的变化，而不是所有的方向。因为逻辑上讲，在两个连续正向过零点之间有且只有一个负向过零点。
对于单声道的音调信号，过零率可以作为一个原始的基音检测算法。